# Verlinghem
Verlinghem är en kommun i departementet Nord i regionen Hauts-de-France i norra Frankrike. Kommunen ligger i kantonen Quesnoy-sur-Deûle som tillhör arrondissementet Lille. År 2022 hade Verlinghem 2 678 invånare.

## Befolkningsutveckling
Antalet invånare i kommunen Verlinghem
| Referens: INSEE |